# Rally Islas Canarias - El Corte Inglés de 2005
El Rally Islas Canarias - El Corte Inglés de 2005, oficialmente 29.º Rally de Canarias - El Corte Inglés, fue la vigésimo novena edición y la segunda cita de la temporada 2005 del Campeonato de España de Rally. Fue también puntuable para la European Rally Cup West, el campeonato de Canarias y el Desafío Peugeot. Se celebró del 15 al 16 de abril y contó con un itinerario de veinte tramos que sumaban un total de 206 km cronometrados.

## Itinerario
| Día   | Tramo | Nombre           | Distancia | Ganador                | Tiempo    | Líder       |
| ----- | ----- | ---------------- | --------- | ---------------------- | --------- | ----------- |
| Día 1 | TC1   | Arucas           | 7.54 km   | Luis Monzón            | 5:00.5    | Luis Monzón |
| Día 1 | TC2   | Artenara         | 16.48 km  | Joan Vinyes            | 11:29.1   | Joan Vinyes |
| Día 1 | TC3   | Tejeda           | 10.31 km  | Luis Monzón            | 6:25.0    | Joan Vinyes |
| Día 1 | TC4   | San Mateo        | 9.99 km   | Luis Monzón            | 6:03.6    | Joan Vinyes |
| Día 1 | TC5   | Arucas           | 7.54 km   | Luis Monzón            | 4:50.3    | Joan Vinyes |
| Día 1 | TC6   | Artenara         | 16.48 km  | Luis Monzón            | 10:41.1   | Luis Monzón |
| Día 1 | TC7   | Tejeda           | 10.31 km  | David García Mastaglio | 6:30.5    | Joan Vinyes |
| Día 1 | TC8   | San Mateo        | 9.99 km   | David García Mastaglio | 5:51.2    | Joan Vinyes |
| Día 1 | TC9   | Arucas           | 7.54 km   | David García Mastaglio | 4:48.8    | Joan Vinyes |
| Día 1 | TC10  | Artenara         | 16.48 km  | David García Mastaglio | 10:29.3   | Joan Vinyes |
| Día 1 | TC11  | Tejeda           | 10.31 km  | Joan Vinyes            | 6:33.0    | Joan Vinyes |
| Día 1 | TC12  | San Mateo        | 9.99 km   | Joan Vinyes            | 5:50.3    | Joan Vinyes |
| Día 2 | TC13  | Telde            | 2.10 km   | Dani Sordo             | 1:45.9    | Joan Vinyes |
| Día 2 | TC14  | Llanos de La Pez | 10.38 km  | Joan Vinyes            | 6:31.0    | Joan Vinyes |
| Día 2 | TC15  | Valleseco        | 16.66 km  | Joan Vinyes            | 11:19.9   | Joan Vinyes |
| Día 2 | TC16  | Teror            | 7.52 km   | Joan Vinyes            | 5:08.8    | Joan Vinyes |
| Día 2 | TC17  | Telde            | 2.10 km   | David García Mastaglio | 1:41.9    | Joan Vinyes |
| Día 2 | TC18  | Llanos de La Pez | 10.38 km  | Joan Vinyes            | 6:27.9    | Joan Vinyes |
| Día 2 | TC19  | Valleseco        | 16.66 km  | Joan Vinyes            | 11:24.6   | Joan Vinyes |
| Día 2 | TC20  | Teror            | 2.10 km   | Cancelado              | Cancelado | Joan Vinyes |

## Clasificación final
| Pos. | Piloto                 | Copiloto             | Automóvil                  | Tiempo    | Diferencia |
| ---- | ---------------------- | -------------------- | -------------------------- | --------- | ---------- |
| 1.   | Joan Vinyes            | Xavier Lorza         | Peugeot 206 S1600          | 2:10:16.5 | 0.0        |
| 2.   | Dani Sordo             | Marc Martí           | Citroën C2 S1600           | 2:11:08.6 | +52.1      |
| 3.   | Enrique García Ojeda   | Jordi Barrabés       | Peugeot 206 S1600          | 2:12:49.6 | +2:33.1    |
| 4.   | David García Mastaglio | Bernardino Guerra    | SEAT Córdoba WRC Evo2      | 2:14:04.9 | +3:48.4    |
| 5.   | Miguel Ángel Fuster    | José Vicente Medina  | Renault Clio S1600         | 2:14:16.1 | +3:59.6    |
| 6.   | Alberto Hevia          | Alberto Iglesias     | Renault Clio S1600         | 2:16:09.8 | +5:53.3    |
| 7.   | Víctor J. Delgado      | Javier Santana       | Mitsubishi Lancer Evo VIII | 2:16:49.1 | +6:32.6    |
| 8.   | Francisco José Suárez  | Mario Jesús Quintero | Mitsubishi Lancer Evo VIII | 2:17:18.3 | +7:01.8    |
| 9.   | Antonio Ortega         | Carmelo Sosa         | SEAT León Cupra            | 2:18:49.6 | +8:33.1    |
| 10.  | Samuel Lemes           | Lucas Cruz           | Mitsubishi Lancer Evo VIII | 2:21:11.0 | +10:54.5   |